# TT175
La tombe thébaine TT 175 est située à El-Khokha, dans la nécropole thébaine, sur la rive ouest du Nil, face à Louxor en Égypte.
C'est la sépulture d'un inconnu de la XVIIIe dynastie durant les règnes de Thoutmôsis IV à Amenhotep III.